# Moreda (Taboada)
Moreda (llamada oficialmente Santa María de Moreda) es una parroquia española del municipio de Taboada, en la provincia de Lugo, Galicia.

## Organización territorial
La parroquia está formada por diez entidades de población, constando ocho de ellas en el nomenclátor del Instituto Nacional de Estadística español:
- Airexe
- Carreira
- Miravalle (Miravale)
- Moíñas (Muíñas)
- Mordadiz
- Moreda de Baixo (Moreda de Abaixo)
- Moreda de Riba (Moreda de Arriba)
- Penas
- Ramil
- Soaz (Zoás)

## Demografía
| Gráfica de evolución demográfica de Moreda entre 2000 y 2021 |
|                                                              |
| Datos según el nomenclátor publicado por el INE.             |